# Parinvolvulus zherichini
Parinvolvulus zherichini is een keversoort uit de familie Rhynchitidae. De wetenschappelijke naam van de soort is voor het eerst geldig gepubliceerd in 2004 door Legalov.